# Helena Możejko
Helena Możejko z domu Rogisz (ur. 2 czerwca 1943 w Zwierżanach) – polska pielęgniarka i polityk, posłanka na Sejm PRL IX kadencji.

## Życiorys
Córka Władysława i Leokadii. Po ukończeniu szkoły średniej w Sokółce kontynuowała naukę w pomaturalnej szkole pielęgniarstwa (ukończyła ją w 1966). Pracowała w Wojewódzkim Szpitalu MSW w Białymstoku oraz Szpitalu Powiatowym w Sokółce, następnie od 1971 była przełożoną pielęgniarek w Państwowym Sanatorium Przeciwgruźliczym w Gniewie, później również w sanatorium w Prabutach. W 1980 ukończyła studia na Wydziale Prawa Uniwersytetu Gdańskiego. Była wiceprzewodniczącą Zarządu Wojewódzkiego Polskiego Towarzystwa Pielęgniarskiego.
W latach 1967–1990 członkini Polskiej Zjednoczonej Partii Robotniczej (zasiadała od 1984 do rozwiązania partii w egzekutywie Komitetu Wojewódzkiego w Elblągu, była też członkinią Komitetu Miejsko-Gminnego). W wyborach w 1985 uzyskała mandat posłanki na Sejm PRL IX kadencji w okręgu Elbląg. Zasiadała w Komisji Prac Ustawodawczych oraz w Komisji Nadzwyczajnej do rozpatrzenia projektu ustawy o zmianie Konstytucji Polskiej Rzeczypospolitej Ludowej. W wyborach parlamentarnych w 1989 kandydowała na urząd senatora w województwie elbląskim. Po 1990 związana z Socjaldemokracją Rzeczypospolitej Polskiej i Sojuszem Lewicy Demokratycznej. Z ramienia SLD sprawowała funkcję przewodniczącej rady miasta i gminy Prabuty (1998–2002). W wyborach samorządowych w 2002 z listy koalicji SLD – Unia Pracy została ponownie wybrana na radną Prabut. W 2006 nie ubiegała się o reelekcję.
Odznaczona m.in. Srebrnym Krzyżem Zasługi, Medalem 40-lecia Polski Ludowej, Medalem Białej Róży i Odznaką Honorową „Za Zasługi dla Województwa Elbląskiego”.